# Vadgaon
Vadgaon è una suddivisione dell'India, classificata come census town, di 11.359 abitanti, situata nel distretto di Pune, nello stato federato del Maharashtra. In base al numero di abitanti la città rientra nella classe IV (da 10.000 a 19.999 persone).

## Geografia fisica
La città è situata a 18° 44' 55 N e 73° 38' 28 E.

## Società

### Evoluzione demografica
Al censimento del 2001 la popolazione di Vadgaon assommava a 11.359 persone, delle quali 5.947 maschi e 5.412 femmine. I bambini di età inferiore o uguale ai sei anni assommavano a 1.469, dei quali 806 maschi e 663 femmine. Infine, coloro che erano in grado di saper almeno leggere e scrivere erano 8.531, dei quali 4.778 maschi e 3.753 femmine.